# Orthotrichia scutata
Orthotrichia scutata är en nattsländeart som beskrevs av Wells 1979. Orthotrichia scutata ingår i släktet Orthotrichia och familjen smånattsländor. Inga underarter finns listade i Catalogue of Life.